# Gran incendio de Nueva York de 1776

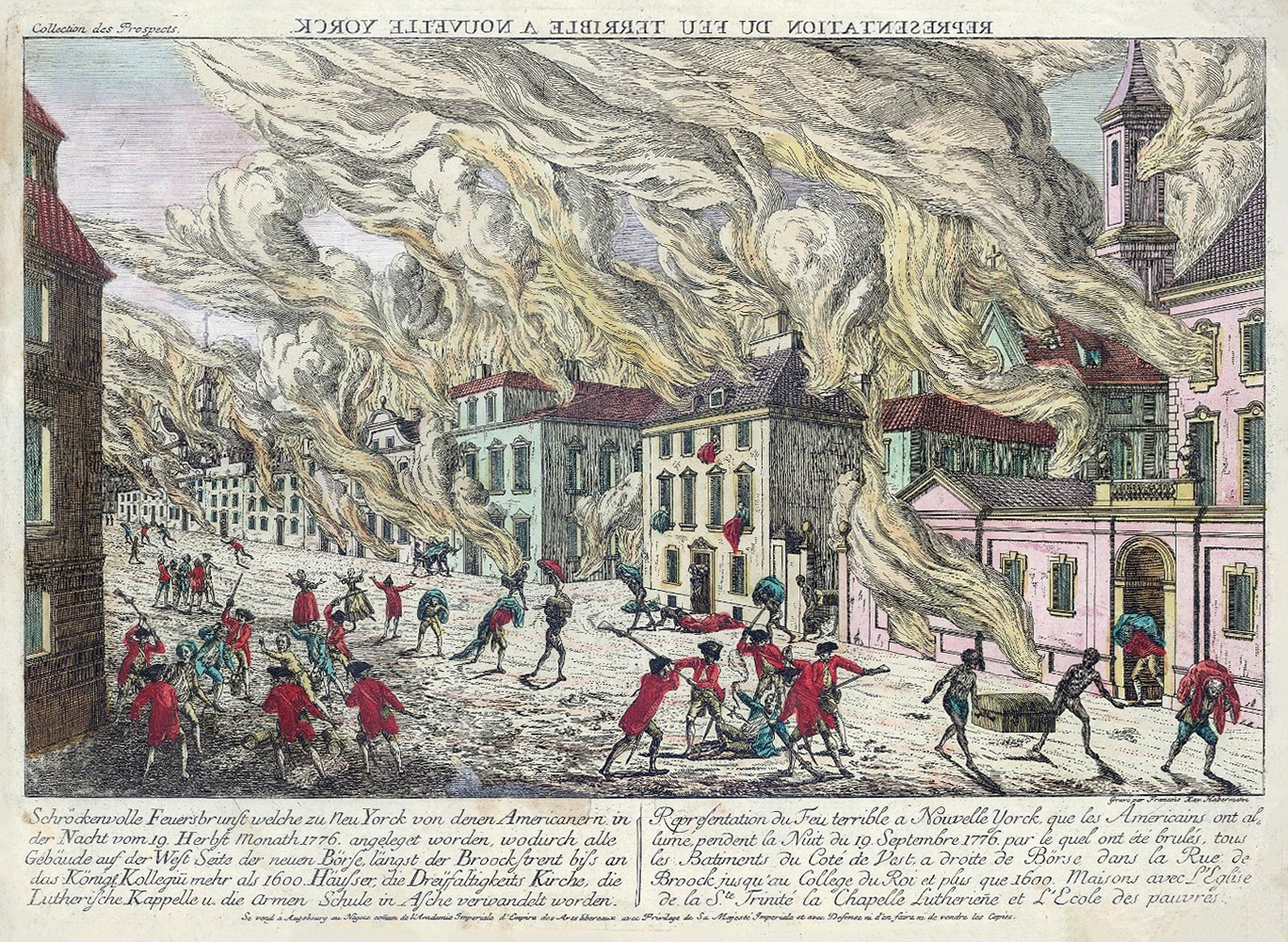
Gran incendio en Nueva York, 21-22 de septiembre de 1776.

El Gran incendio de Nueva York de 1776 fue un incendio devastador que duró toda la noche del 21 al 22 de septiembre de 1776 en el lado oeste de lo que entonces conformaba la ciudad de Nueva York, en el extremo sur de la isla de Manhattan. Coincidió con la ocupación militar de la ciudad por las fuerzas británicas durante la Guerra de Independencia de los Estados Unidos.

## Antecedentes
El general estadounidense George Washington había reconocido la inevitabilidad de la captura de la ciudad de Nueva York, que entonces solo consistía en el extremo sur de Manhattan y había retirado al grueso de su ejército. Washington y algunos de sus consejeros propusieron quemar la ciudad como una forma de negar a los británicos el alojamiento, las provisiones y los suministros de la ciudad; sin embargo, el Congreso rechazó la idea y el Ejército Continental abandonó la ciudad intacta y marchó hacia al norte a Harlem Heights en el extremo opuesto de la isla de Manhattan, a unos 16 kilómetros, donde los norteamericanos contuvieron a los británicos el 16 de septiembre. Posteriormente, George Washington negó cualquier conocimiento de cómo se había iniciado el incendio.

## Incendio
El 15 de septiembre de 1776, las fuerzas británicas comandadas por el general William Howe ocuparon la ciudad de Nueva York desembarcando en Kips Bay. Durante las primeras horas del 21 de septiembre, un incendio estalló en la ciudad, muy probablemente en la taberna Fighting Cocks en la calle Whitehall. Los fuertes vientos extendieron rápidamente las llamas entre las apretadas casas y negocios. Los residentes salieron a las calles, agarrando las posesiones que podían y encontraron refugio solo en los tierra comunal cubierta de hierba. El fuego continuó hasta las primeras luces del día y finalmente consumió entre 400 y 500 edificios, alrededor de un cuarto de la ciudad. Entre los edificios destruidos estuvieron la Iglesia de la Trinidad; sin embargo, la Capilla de San Pablo sobrevivió. Personal naval británico luchó contra el fuego con algún éxito. Después, los británicos interrogaron a más de 200 sospechosos, pero ninguno fue convicto y todos fueron liberados.

## Consecuencias
Nathan Hale fue arrestado en Queens por espionaje el mismo día. Rumores sin fundamento han intentado desde entonces vincularlo con el incendio, pero nada indica que fuera arrestado por otra cosa que por ser espía.
El general James Robertson confiscó casas deshabitadas de conocidos patriotas que habían sobrevivido el incendio y las asignó a oficiales británicos. Además, las iglesias no pertenecientes a la Iglesia de Inglaterra fueron convertidas en prisiones o enfermerías. Algunos de los soldados fueron alojados con familias civiles. Hubo un gran aflujo de refugiados realistas a la ciudad, lo que resultó en una sobrepoblación. El incendio convenció a los británicos a poner a la ciudad bajo ley marcial antes que regresar el control a las autoridades civiles.
El 16 de noviembre los británicos derrotaron a los continentales en Washington Heights permaneciendo en la ciudad, hasta su evacuación el 25 de noviembre de 1783. Una vez firmado el Tratado de París.